# 12479 Ohshimaosamu
12479 Ohshimaosamu eller 1997 EG27 är en asteroid i huvudbältet som upptäcktes den 5 mars 1997 av Spacewatch vid Kitt Peak-observatoriet. Den är uppkallad efter läraren Osamu Ohshima.
Asteroiden har en diameter på ungefär 2 kilometer.